# Theodor Graf
Theodor Graf, né le 11 mars 1840 à Engerda et mort le 25 novembre 1903 à Rodaun (aujourd'hui quartier de Vienne), est un antiquaire et marchand de tapis autrichien d'origine saxonne, dont les collections font aujourd'hui partie des plus grands musées du monde.

## Biographie
Theodor Graf est antiquaire et marchand de tapis à Vienne avec une filiale au Caire et profite d'une clientèle internationale férue d'orientalisme très en vogue à cette époque. Grâce au professeur Karabacek, il fait organiser des fouilles en Égypte dès 1881 à la recherche de papyrus et de textiles de l'Antiquité tardive (coptes) et du début de l'ère islamique. Il envoie des agents pour des fouilles à Arsinoé (Crocodilopolis) et à Héracléopolis Magna, ainsi que dans le Fayyoum où il trouve des dizaines de milliers de papyrus et de tissus.
Il organise une grande exposition de tissus en 1883 qui sont étudiés par Karabacek et publiés dans Katalog der Theodor Graf'schen Funde in Aegypten (Vienne, 1883). Elle a lieu au musée d'art et d'industrie de Vienne qui à l'issue de celle-ci lui achète une grande partie (769 tissus) de ses collections. Les papyrus sont achetés par l'archiduc Rainier (1827-1913) qui fait don de cette collection à la Bibliothèque impériale de Vienne en 1899, dirigée par Karabacek.
Theodor Graf acquiert par la suite encore plus de textiles coptes venant de la nécropole d'Akhmin. Theodor Graf les vend à différents musées d'Europe. En 1887, il acquiert plus de trois cents portraits de momies de l'époque romaine trouvées près d'El-Rabayat, dits « portraits du Fayoum ». Le professeur d'égyptologie Georg Ebers est chargé par lui d'en publier les études. Une partie est exposée à la vente en Europe et aux États-Unis et acquise par des collectionneurs et des musées. Après sa mort, ses héritiers vendent encore d'autres  portraits de momies. Tout cela est à la source des plus grands musées du monde.
Il a eu en particulier comme client Sigmund Freud.

## Source de la traduction
- (de) Cet article est partiellement ou en totalité issu de l’article de Wikipédia en allemand intitulé « Theodor Graf » (voir la liste des auteurs).